# Michael Berg
Michael Berg (...) è uno sceneggiatore statunitense, famoso per aver scritto quattro film su cinque della saga de L'Era Glaciale.

## Filmografia
- L'era glaciale, regia di Chris Wedge (2002)
- L'era glaciale 3 - L'alba dei dinosauri, regia di Carlos Saldanha e Mike Thurmeier(2009)
- L'era glaciale 4 - Continenti alla deriva, regia di Steve Martino e Mike Thurmeier (2012)
- L'era glaciale - In rotta di collisione, regia di Mike Thurmeier e Galen T. Chu (2016)